# Seed Eight
Seed Eight  — ремиксовый мини-альбом американской индастриал-рок-группы Nine Inch Nails. Выпущен 21 января 2014 года интернет-лейблом Beats Music — совместным предприятием Dr. Dre и Трента Резнора, впоследствии приобретённым Apple и преобразованным в Apple Music; в Beats Music Резнор занимал должность арт-директора.
Релиз включил в себя ремиксы на четыре композиции альбома Hesitation Marks: «Satellite», «Running», «Copy of A» и «Everything». Ремиксы были подготовлены Hot Chip, Cold Cave, Simian Mobile Disco и Autolux.

## Список композиций
| №                   | Название                                | Длительность |
| ------------------- | --------------------------------------- | ------------ |
| 1.                  | «Satellite» (Hot Chip remix)            | 6:44         |
| 2.                  | «Running» (Cold Cave remix)             | 4:20         |
| 3.                  | «Copy of A» (Simian Mobile Disco remix) | 8:22         |
| 4.                  | «Everything» (Autolux remix)            | 4:29         |
| Общая длительность: | Общая длительность:                     | 23:53        |

## Участники записи
Nine Inch Nails
- Трент Резнор

Ремиксеры
- Hot Chip
- Cold Cave
- Simian Mobile Disco
- Autolux